# كل داخل سيهتف لأجلي وكل خارج أيضا
كل داخل سيهتف لأجلي وكل خارج أيضا الديوان الشعري الأول للشاعر والروائي السوري سليم بركات.

## طبعات

### الطبعة الأولى
صدرت الطبعة الأولى من الديوان الشعري في يناير 1973 عن منشورات مواقف بطباعة ورقية وغلاف عادي بقياس 20×12، وقد اشتمل الديوان في صفحاته الـ 62 على عدد من القصائد مختلفة الموضوعات والاساليب.

### الطبعة الثانية
صدر الديوان بطبعة ثانية ضمن الأعمال الشعرية الصادر في سبتمبر 2007 عن المؤسسة العربية حيث يضم كتاب الأعمال الشعرية المذلف من 594 صفحة على 11 ديوانا وقد حمل الغلاف الامامي عملا للفنان النمساوي مالفا كما حمل الفلاف الخلفي كلمة للشاعر محمود درويش